# Rusalija
Rusalija (bułg. Русалия) – szczyt pasma górskiego Riła, w Bułgarii, o wysokości 2359 m n.p.m.